# A jóindulat elve
A nyelvfilozófiában a jóindulat elve megköveteli, hogy egy beszélő megnyilatkozásait racionálisnak feltételezzük. Ezen belül az érvelés elemzése és értelmezése során a jóindulat elvének célja egy maximálisan argumentatív olvasat rekonstruálása az explicit elemekből.

## Előzménye a nyelvfilozófiában
A jóindulat elvét Donald Davidson fogalmazta meg, a radikális interpretáció elméletének kidolgozása során. Davidson által használt fogalom egyik közvetlen előzménye Willard van Orman Quine radikális fordítás fogalma. 
Quine szerint nem lehetséges az a priori tudás, és csak a fizikai tételek testesítenek meg a világról valódi tudást. A jelentés azonban nem fizikai fogalom, tehát a jelentés tudománya nem lehetséges. A jelentést, írta Quine, a külvilágból érkező ingerek és a nyelvi viselkedési diszpozíciók közötti korrelációban kell keresni, ezek lesznek a fizikai létezők. Nem lehetséges a jelentés tudománya, mivel a fizikai tények több fordítást is megengednek. Ezen összefüggés vizsgálatára használta Quine a radikális fordítás elméletét és terminusát.
Davidson, Quine követőjének tartva magát a radikális fordítás elméletéből indul ki a Radikális Interpretáció című cikkében az Interpretációs Elmélet megalkotásánál. Az interpretáció radikális, mert – a quine-i vállalkozáshoz hasonlóan – itt is azzal a feltételezéssel kell élni, hogy az interpretálandó nyelv számunkra teljesen ismeretlen.
Az Interpretációs Elmélet nem egy gyakorlati diszciplína, sokkal inkább egy elméletben működő feltevés. Davidson saját szándéka nem az, hogy egy ténylegesen, a hétköznapokban használható módszert alkosson mások megnyilatkozásainak interpretálására. A jelentés és megértés alapvető sajátosságaira kíván rámutatni. Az elmélet legnagyobb utóéletet befutó terminusa jó szándék/jóindulat elve (principle of charity). 
A jóindulat elve az Interpretációs Elméletben fontos szerephez jut, mivel Davidson egy mondat értelmezését úgy kívánja leírni akár egy háromváltozós egyenlet leírását. Amennyiben a mondat egy háromváltozós egyenlet, a változók a hit, a jelentés és az igazságérték lesznek. (Hit és Jelentés kölcsönös függése.)
Ahhoz, hogy az egyenlet megoldható legyen, szükség van legalább egy változó garantált meglétéhez abban az esetben is, ha a nyelv, amelyben a mondat született számunkra teljesen ismeretlen. Davidson javasolt megoldása, hogy rögzítsünk egy változót, jelesül a hiteket az úgynevezett Jóindulat Elve alapján. Az elv szerint igyekeznünk kell olyan hiteket tulajdonítani másoknak, amelyeket az adott körülmények között mi is elfogadnánk. Más szavakkal olyan igazságfeltételeket rendelünk az idegen nyelv mondataihoz, amelyek igazat adnak a beszélőnek, amikor csak lehetséges – természetesen aszerint, hogy mi magunk mit tartunk igaznak.
„Davidson elmélete alapján igaz vélekedéseket kell tulajdonítanunk a beszélőnek – a másik megértéséhez tudnunk kell, milyen mondatokat tart igaznak. Az igaz hitek pedig további igaz hiteket feltételeznek. Davidson szerint ugyanis egy ágens csak akkor rendelkezhet például azzal az igaz hittel, hogy “a macska az asztalon van”, ha további igaz hitekkel bír a macskákat és az asztalokat illetően.” 

## A jóindulat elve az érvelésrekonstrukcióban
Bár Davidson Interpretációs Elméletének kizárólag elméleti alkalmazhatóságát hangsúlyozta, a jóindulat elve, mint az érvelésének része gyakorlati alkalmazásmódra talált az érvelésrekonstrukció területén.
Ha egy érvelés rekonstrukciója során tartjuk magunkat a jóindulat elvéhez, a következőket kell figyelembe vennünk:
Egy érvelés elemzése elsődleges cél, hogy egy megnyilatkozásban minden potenciálisan argumentatív elemet argumentatívnak tekintsünk. 
Első lépésként az explicit elemekből a lehető legerősebb állítást kell rekonstruálni. Majd az értelmezés és elemzés során a „maximálisan argumentatív’ olvasatot kell megalkotni. A maximálisan argumentatív olvasatot is két lépésben érhetjük el. Először rögzíteni kell a logikai minimumot, majd megtalálni a pragmatikai optimumot. Ez a helyzetből adódó elégséges és plauzibilis legkisebb elköteleződés megtalálását jelenti.